# 東城町

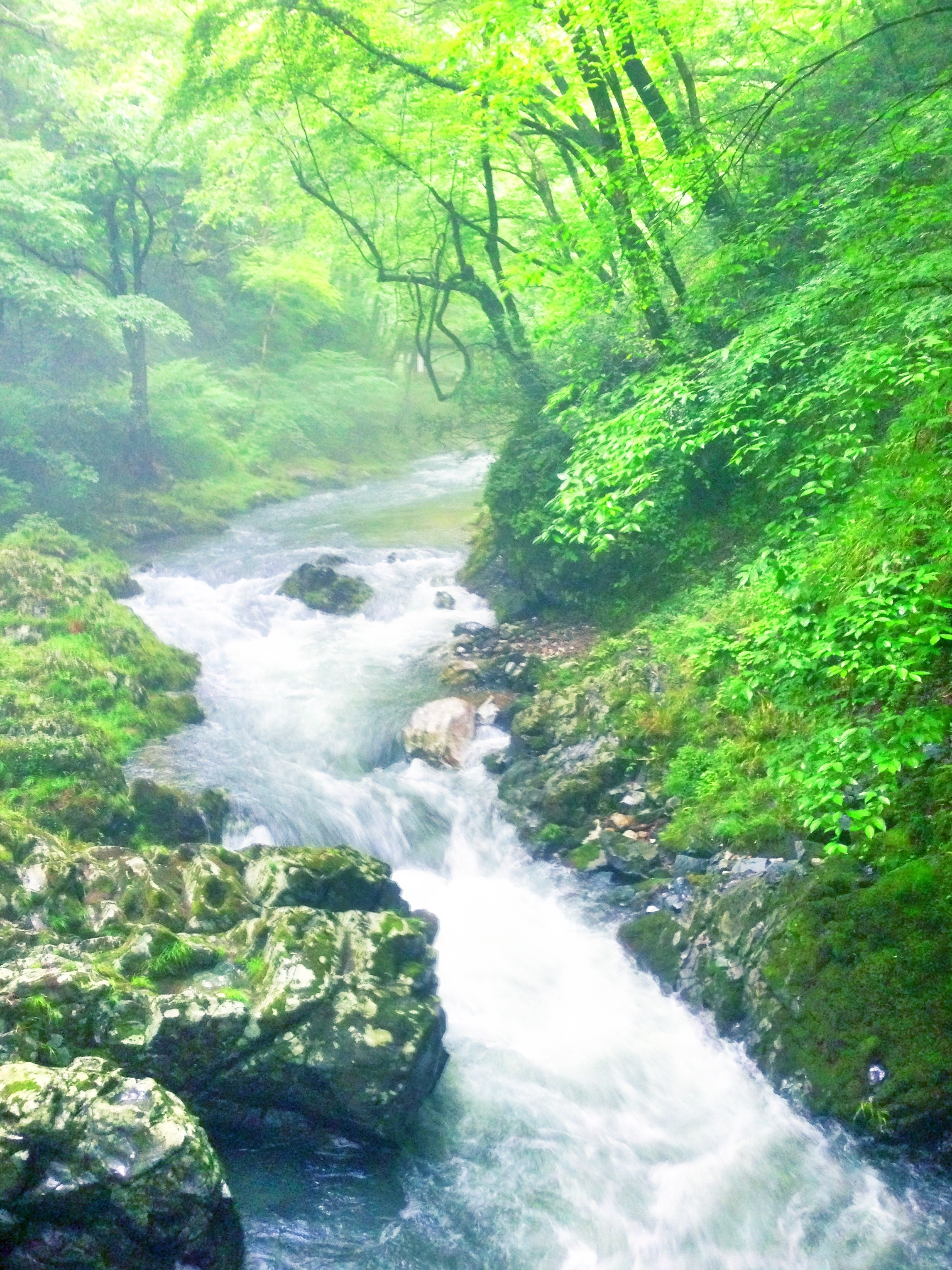
帝釈川

東城町（とうじょうちょう）は、かつて広島県の北東部にあった町。比婆郡に属していた。
鳥取県・岡山県の両県と県境を接し、平成の大合併が始まる以前の広島県の町村（67町6村）の中では最大の面積を持つ町でもあった。
平成の大合併では単独町制継続か合併かでもめたあげく、同じ比婆郡口和町・西城町・高野町・比和町、甲奴郡総領町とともに庄原市と合併する道を選択し、2005年（平成17年）3月31日にこの1市6町をもって改めて設置された庄原市に移行したことにより、同時に比婆郡も消滅した。

## 町名の由来
戦国時代にこの地域を治めた領主・宮氏（久代宮氏）は五本竹城（五品嶽城）と大富山城を築き、前者を東城、後者を西城と呼称したことにちなむ。

## 地理
- 吉備高原
- 中国山地
- カルスト

### 河川
- 東城川- 一級河川高梁川水系成羽川ブロック河川整備計画表記は成羽川（東城川）。
- 帝釈川 - 高梁川水系。
- 粟田川 - 高梁川水系東城川の支流。
- 加谷川 - 高梁川水系東城川の支流。
- 田黒川 - 高梁川水系東城川の支流。
- 持丸川 - 高梁川水系東城川の支流。
- 戸宇川-  高梁川水系東城川の支流。
- 為重川-  高梁川水系東城川の支流。
- 小足谷川 - 高梁川水系東城川の支流。

### 山
- 道後山（標高1,271m）
- 猫山（標高1,195.4m）
- 古頃山（標高1,158.5m）
- 鳶ノ巣山（標高1,143.8m）
- 三国山（標高1,120m）
- 白滝山（標高1,053m）
- 多飯が辻山（標高1,040.3m）
- 飯山（標高1,009.3m）
- 耳木谷山（標高981m)
- 寺ヶ成山（標高922m)
- 虫原山（標高903m)
- 御神山（永明寺)（標高889m)
- 三光山（標高871m)
- 野田大山 / 井河内大山（標高832m）
- 朝倉山（標高780m）

### 大字
- 2005年3月30日時点

- 粟田（あわた）
- 受原（うけはら）
- 内堀（うつぼり）
- 小串（おぐし）
- 小奴可（おぬか）
- 加谷（かたに）
- 川鳥（かわとり）
- 川西（かわにし）
- 川東（かわひがし）
- 久代（くしろ）
- 塩原（しおはら）
- 新福代（しんふくしろ）
- 新免（しんめん）
- 菅（すげ）
- 帝釈宇山（たいしゃくうやま）
- 帝釈始終（たいしゃくししゅう）
- 帝釈未渡（たいしゃくみど）
- 帝釈山中（たいしゃくやまなか）
- 田黒（たぐろ）
- 竹森（たけもり）
- 千鳥（ちどり）
- 戸宇（とう）
- 東城（とうじょう）
- 福代（ふくしろ）
- 三坂（みさか）
- 森（もり）
- 保田（やすだ）

## 沿革
- 1889年（明治22年）4月1日 - 町村制施行。東城町域には当時いずれも奴可郡に属していた小奴可村・久代村・帝釈村・田森村・東城村・八幡村と神石郡新坂村が存在した。
- 1898年（明治31年）2月10日 - 東城村が町制施行して東城町（初代）になる。
- 1898年（明治31年）10月1日 - 恵蘇・奴可・三上各郡が統合して比婆郡が成立したことに伴い、東城町および小奴可・久代・帝釈・田森・八幡の各村は比婆郡に属する町村になる。
- 1955年（昭和30年）4月1日 - 東城町（初代）および小奴可・久代・帝釈・田森・八幡各村、神石郡新坂村の一部（新免・三坂の各一部）が対等合併して東城町（2代）が成立する。

※神石郡新坂村の残部は神石郡油木町（現：神石高原町）に編入。
- 2005年（平成17年）3月31日 - 庄原市（初代）と甲奴郡総領町、比婆郡全5町が対等合併し、改めて庄原市（2代）が成立する。これにより東城町は消滅し、同時に比婆郡も106年半の歴史を閉じる。

## 産業

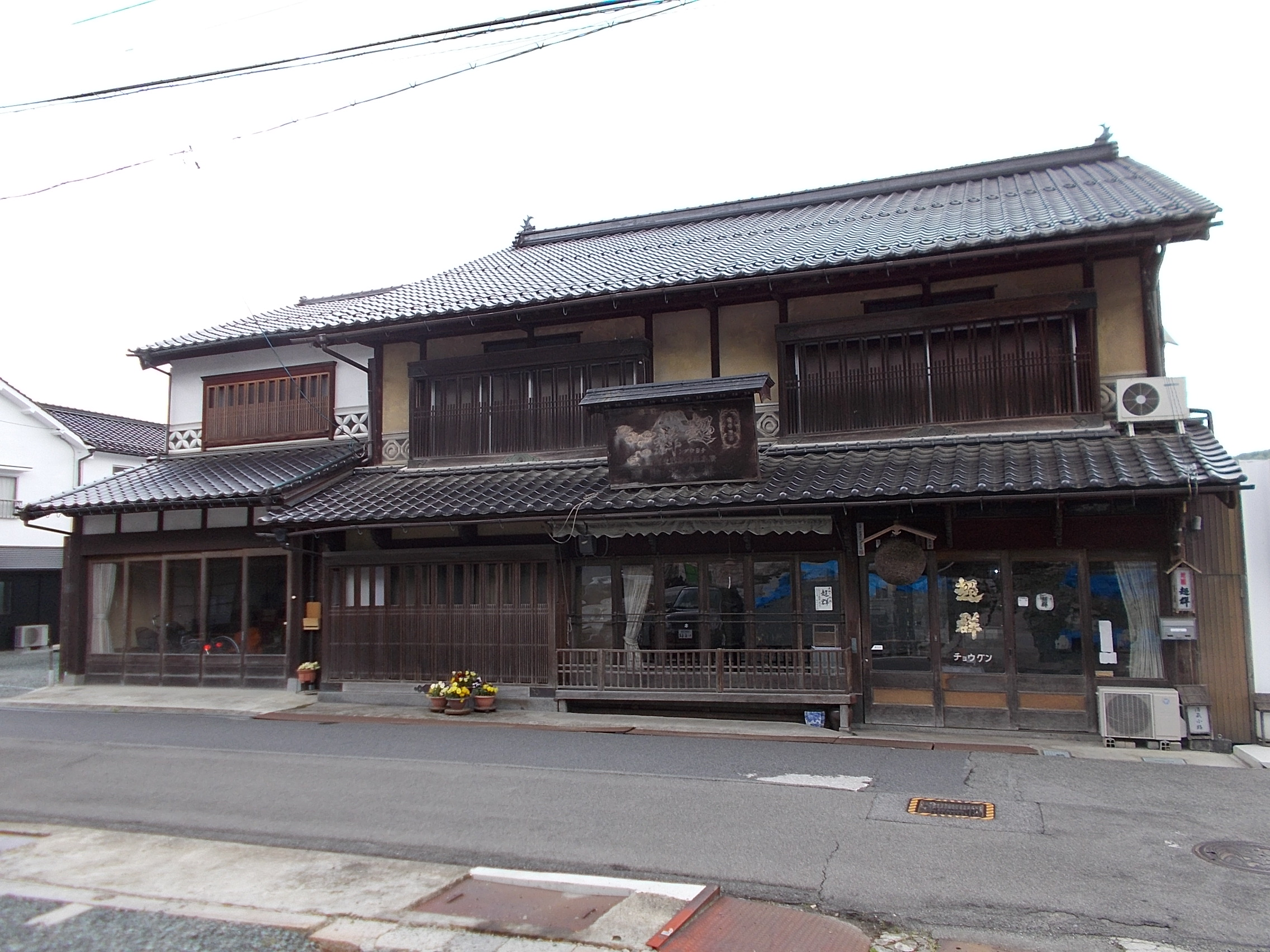
生熊酒造

### 第一次産業
農林業が盛んであり、特産物にはリンゴ、シイタケ、米等がある。また畜産業も行われ、和牛の飼育は古くから「比婆牛」のブランドで盛ん。今は従事者が高齢化している上に後継者不足のため、飼育している所は年々減少しているが、それでも養鶏業は県内1の規模を誇っている。また、この農業の延長で観光リンゴ園や朝市への出品も盛んである。

### 第二次産業
醸造業（酒・酢ともに盛ん）や豆腐製造業も盛んである。日本酒メーカーとしては生熊酒造と北村醸造場がある。
工業では日本有数の石灰岩地形を利用して石灰石製品製造が盛んである。削岩機の製造では世界トップクラスのシェアを誇るヤマモトロックマシンが工場を置いている。東城工業団地が新しく造成されており、町の産業に振興している。
この地方では古代からたたら製鉄工法による製鉄が行われ、昭和後期まで続いていたが、時代の流れに逆らえずに倒産した。現在は、その跡地に金属加工工場が入っている。

### 第三次産業
前述したリンゴ園といった観光業をはじめ帝釈峡や町並み、桜並木などの観光資源も豊富なため、旅館の他にみやげ物屋や観光バス・タクシー会社も多い。
商店街はまちなみギャラリーやお通りなどの行事の時こそ賑わうものの、平日は閑散とし空き店舗が目立つ。これには町内にある2つの大型ショッピングスーパーマーケットがあることも影響している。そのような厳しい状況の中でも商店街共通のポイントカードの発行や抽選会の開催を行うなど、活性化を目指した活動が行われている。

## 教育

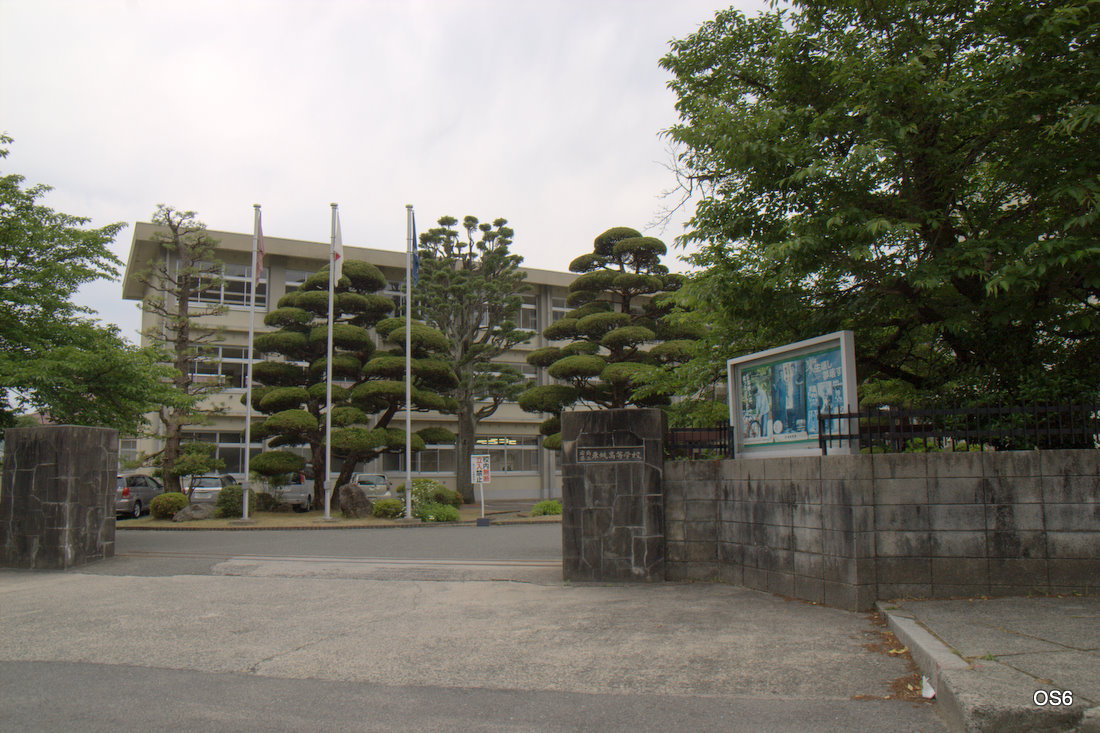
広島県立東城高等学校

### 小学校
- 東城町立粟田小学校
- 東城町立小奴可小学校
- 東城町立東城小学校

### 中学校
- 東城町立八幡中学校 - 合併後の2007年4月より休校。
- 東城町立小奴可中学校 - 合併後の2009年4月より休校。
- 東城町立東城中学校 - 日向寮がある。

### 高等学校
- 広島県立東城高等学校

## 交通

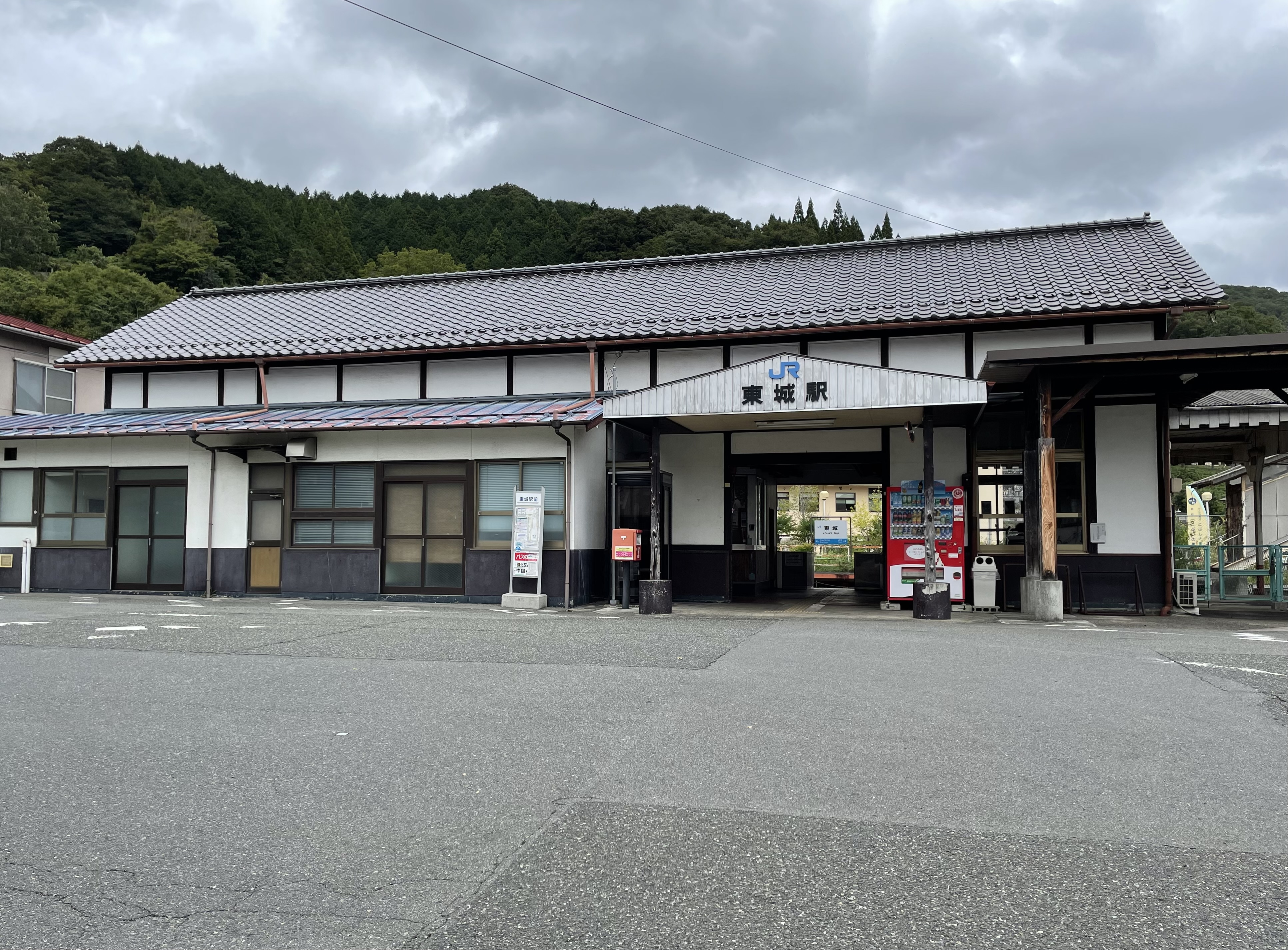
東城駅

### 鉄道
- 西日本旅客鉄道（JR西日本）
  - 芸備線
    - （哲西町） - 東城駅 - 備後八幡駅 - 内名駅 - 小奴可駅 - （西城町）

### 道路
高速道路
- 中国自動車道
  - 東城IC - 帝釈峡PA

一般国道
- 国道182号
- 国道314号

主要地方道
- 岡山県道・広島県道12号足立東城線
- 広島県道23号庄原東城線
- 広島県道25号三原東城線
- 広島県道26号新市七曲西城線
- 広島県道57号東城西城線

一般県道
- 岡山県道・広島県道108号大野部東城線
- 広島県道236号小奴可停車場線
- 広島県道237号備後八幡停車場線
- 広島県道238号東城停車場線
- 広島県道444号油木小奴可線
- 広島県道447号始終森線
- 広島県道448号下千鳥小奴可停車場線
- 広島県道450号内堀備後八幡停車場線
- 広島県道451号三坂手入線
- 広島県道452号帝釈未渡相渡線

## 名所・旧跡・観光スポット
- 帝釈峡
- 道の駅遊YOUさろん東城
- 東城温泉
- 五品嶽城跡
- 小奴可亀山城跡
- 街道東城路
- 三楽荘 - 登録有形文化財。
- 東城町町筋の町並と桜町筋の桜並木

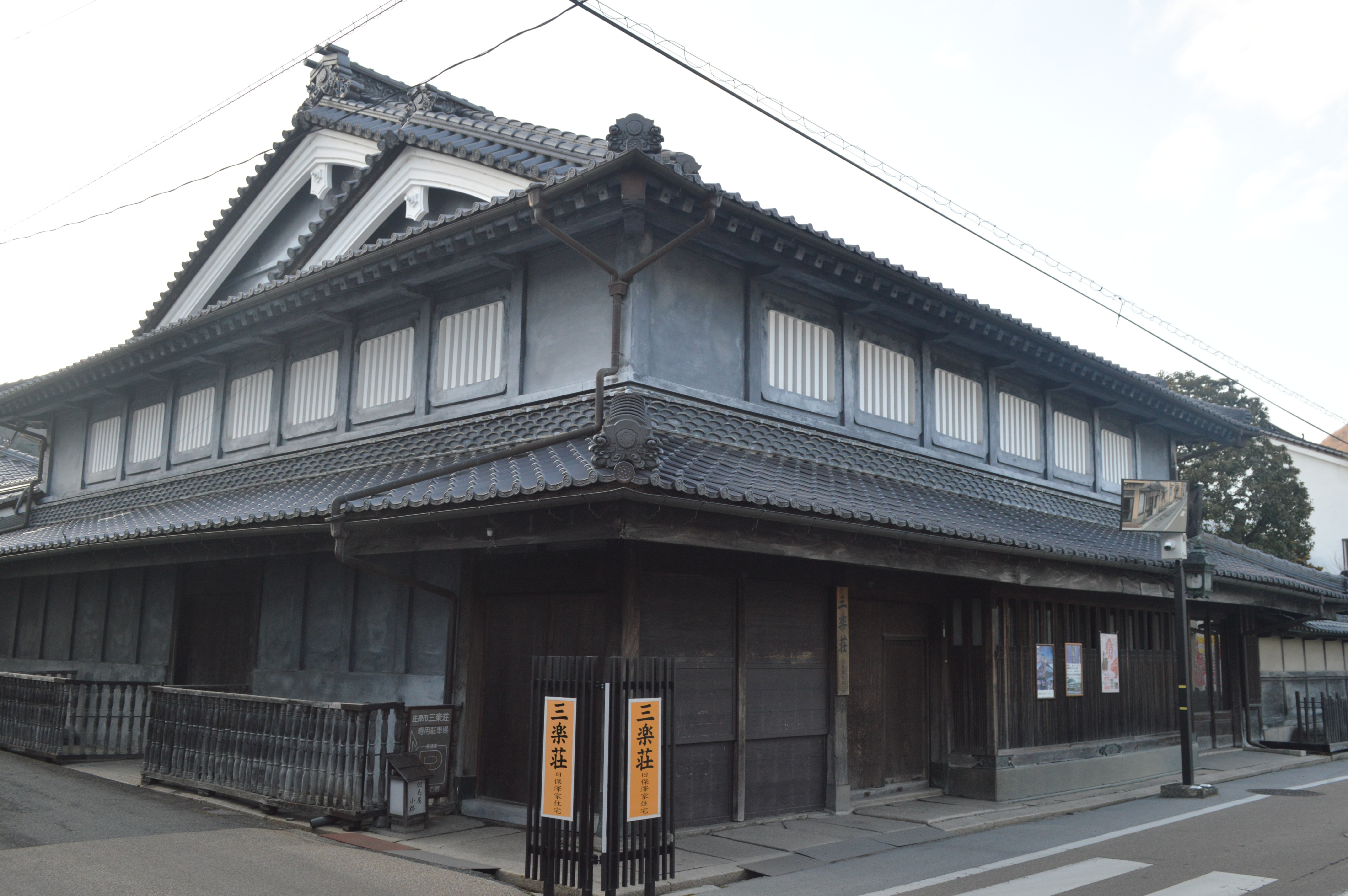
三楽荘

- 千鳥別尺のヤマザクラ - 広島県天然記念物。
- 小奴可の要害桜 - 広島県天然記念物。
- 森湯谷のエドヒガン - 広島県天然記念物。
- 千手寺
- 禅仏寺

## 東城町出身の有名人
- 黒田真二 - プロ野球選手。
- 佐藤信介 - 映画監督・脚本家。
- 妹尾義郎 - 仏教運動家
- 谷繁元信 - プロ野球選手・監督。
- 林英哲 - 和太鼓奏者。
- 細川鉅 - 野村財閥・帝国潤滑油社長
- 前田拓哉 - サッカー審判員。JFA一級審判。
- 横山和夫 - 政治家。
- 雪希 - ギタリスト。カレン〜176BIZ〜the Riotts.。
- 上杉輝 - 俳優。
- 羽賀準一 - 剣道家。